# Howling at the Moon
Howling at the Moon is een nummer van de Belgische zanger Milow uit 2016. Het is de eerste single van zijn vijfde studioalbum Modern Heart.
Het nummer heeft een vrolijk en zomers geluid, maar toch ook een ander geluid dan Milows eerdere nummers. Hoewel hij eerder vooral akoestische popliedjes maakte, gaat "Howling at the Moon" veel meer de kant van de deephouse en tropical house op. Het nummer werd vooral een hit in Milows thuisland België en in het Duitse taalgebied. In de Vlaamse Ultratop 50 haalde het nummer de 3e positie, en in Nederland haalde het nummer de 1e positie in de Tipparade.